# Auguste Victor Deroy
Pour les articles homonymes, voir Deroy.
Auguste Victor François Deroy, né le 4 mars 1823 à Paris et mort le 12 février 1906 à Maintenon, est un dessinateur, graveur et lithographe français.

## Biographie
Auguste Victor Deroy nait le 4 mars 1823 à Paris, fils et élève d’Isidore Laurent Deroy (1797-1886), peintre et lithographe, et de son épouse Héloïse Villain ; il est le frère cadet du peintre Émile Deroy (1820-1846) et l'oncle par sa sœur de l'artiste Émile Mas avec lequel il travaillera.
Il épouse Louise Martinel.
Il n'est pas toujours facile de distinguer son œuvre de celle de son père. Il aurait ainsi collaboré à son grand ouvrage La France en miniature en 1860-1865 (plus de 600 vues lithographiées).
Il meurt à Maintenon où il réside le 12 février 1906.

## Œuvres

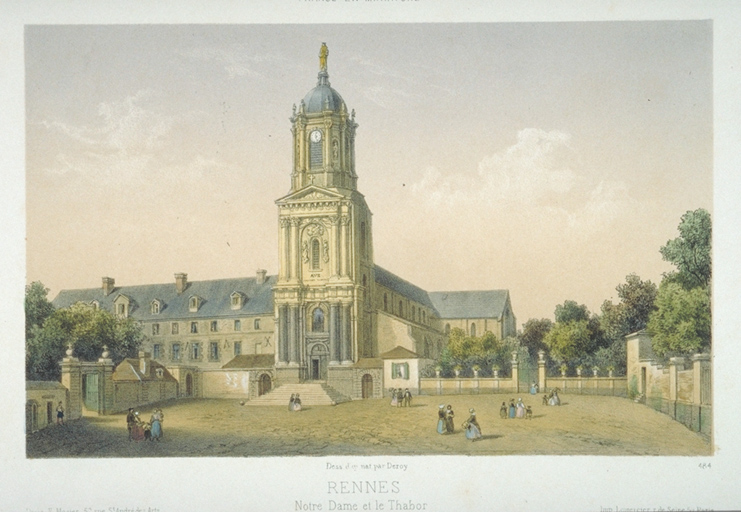
Rennes. Notre-Dame et le Thabor, lithographie, Rennes, musée de Bretagne.

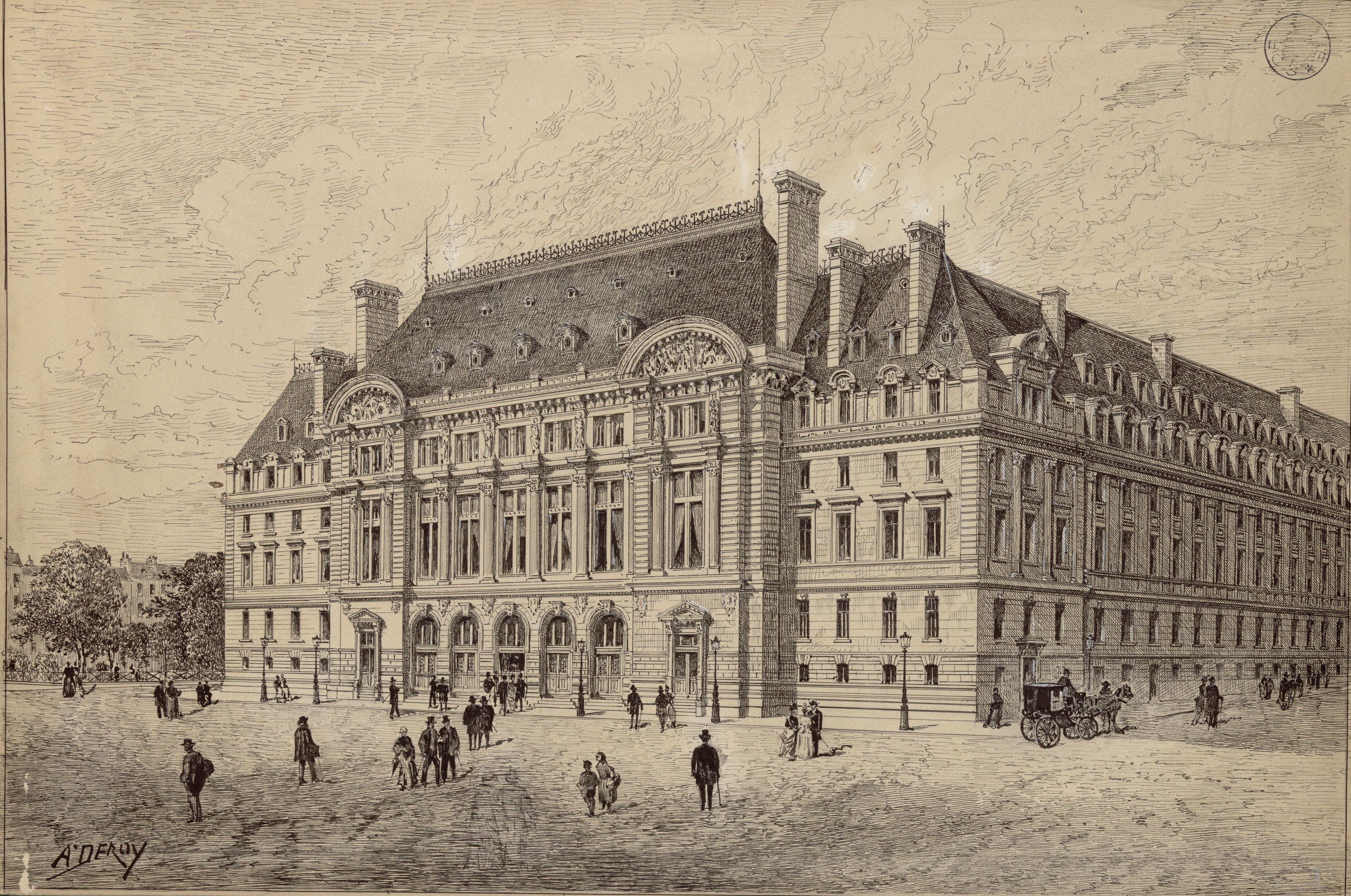
Auguste-Victor Deroy, Façade de la nouvelle Sorbonne (Bibliothèque interuniversitaire de la Sorbonne, NuBIS).

- Chartres, musée des Beaux-Arts : Une rue de Maintenon, aquarelle, 26 × 20 cm[3].
- Localisations inconnues :
  - Église Saint-Hermeland de Bagneux, avant 1835, gravure d'après un dessin d’Isidore Laurent Deroy[4] ;
  - Panorama des quais (rive droite), dessiné d'après nature ;
  - La Cannebière, dessin de A. Deroy, gravé par Langeval, 1877.

## Expositions
- Salon des artistes français de 1888, où il obtient la mention honorable[3], et 1889.